# Ángel (canción de Belinda)
«Ángel" (Once In Your Lifetime)» es el tercer sencillo de la cantante mexicana Belinda, de su álbum al que da nombre, Belinda (2003). Es considerada una de las canciones más exitosas de su carrera.

## Información
Ángel fue un éxito en México y un éxito internacional para Belinda. La canción se mantuvo en el #1 en México durante 6 semanas y alcanzó el top 5 en todos los países, entre ellos Venezuela, Argentina, Chile, Paraguay, Uruguay, Centroamérica, Perú, Ecuador y Colombia. En el 2008 fue certificado disco de oro en México por la venta de más de 20.000 unidades.

## Video musical
En el vídeo, Belinda es un ángel y está enamorada de un chico al que parece cuidar o proteger. Él va conduciendo por la noche un coche con su ángel al lado y sufre un fuerte accidente, quedando al borde de la muerte. Los paramédicos tratan de salvarlo y, cuando están a punto de darse por vencidos, su ángel (Belinda) lo devuelve a la vida. El actor que retrata al chico es Eddy Vilard, que en la vida real fueron novios.
El video musical fue dirigido por Alejandro Lozano, con la producción de la compañía Lemon Films.

## Conteos
| Año  | Lista                              | Posición           |
| ---- | ---------------------------------- | ------------------ |
| 2004 | Los 50 + Pedidos del 2004 (Norte)  | 17                 |
| 2004 | Los 100 + Pedidos del 2004 (Norte) | 10                 |
| 2006 | Los 100 Videos Más Pop de MTV      | 98[cita requerida] |
| 2010 | 10 Años, 100 Videos (Norte)        | 23[cita requerida] |

## Sencillo
Fue lanzado un sencillo de cartón, que se distribuyó en las radiofusoras de México, y actualmente se puede comprar por internet. La portada muestra el rostro de Belinda.

### Lista de canciones
CD Sencillo, promo
1. «Ángel» (3:42)

## Certificaciones
| País   | Organismo certificador | Certificación | Ventas certificadas | Ref   |
| ------ | ---------------------- | ------------- | ------------------- | ----- |
| México | AMPROFON               | Oro           | 20 000              | [ 4 ] |

## Versiones oficiales
- Ángel (Álbum Versión)
- Ángel (Acústica)
- Ángel (Extended Remix)

## Nominaciones
- Premios Oye 2004: Video del año - Nominado.